# Cwmbran Central
Cwmbran Central är en community i Storbritannien.   Den ligger i kommunen Torfaen och riksdelen Wales, i den södra delen av landet, 200 km väster om huvudstaden London.
Communityn ligger i den centrala delen av staden Cwmbran.